# Lore Krüger
Lore Ottilie Krüger, geborene Heinemann (* 11. März 1914 in Magdeburg; † 3. März 2009 in Berlin) war eine deutsch-jüdische Widerstandskämpferin gegen den Nationalsozialismus, Übersetzerin und Fotografin.

## Leben
Lore Heinemann wurde als Tochter eines Ingenieurs geboren und besuchte in Magdeburg die Oberschule. Sie ging im April 1933 in die Emigration nach Großbritannien, ein Jahr später weiter zu ihren Eltern nach Spanien. In Barcelona und weitergeführt in Paris bei Florence Henri absolvierte sie eine Ausbildung zur Portraitfotografin. Sie war an Aktionen zur Unterstützung des republikanischen Spanien beteiligt.
Später ging sie nach Paris, studierte dort Marxismus an der Freien Deutschen Hochschule und schrieb ihre Diplomarbeit bei László Radvanyi, dem Mann von Anna Seghers. In Paris wohnte sie Tür an Tür mit Walter Benjamin und Arthur Koestler. 1942 heiratete sie Ernst Krüger, einen leitenden deutschen Gewerkschaftsfunktionär in der Metallarbeitergewerkschaft und Kommunisten.
Im Mai 1940 wurde Lore Krüger im Konzentrationslager Gurs in den Pyrenäen interniert. Nach ihrer Freilassung erreichte sie beim mexikanischen Konsul in Marseille ein Einreisevisum für Mexiko. Das war damals das einzige Land, das alle Spanienkämpfer und ihre Familien aufnahm. Nach einem halben Jahr halblegalen Aufenthalts in Toulouse fanden sie 1941 ein Schiff ins Exil, das sie über einen unfreiwilligen Zwischenaufenthalt in Trinidad nach New York City in die USA führte. Der exilierte Rechtsanwalt Kurt Rosenfeld, mit dessen Tochter Hilde sie noch aus gemeinsamen Tagen in Paris befreundet war, erreichte, dass ihr Mann Ellis Island verlassen konnte und sie eine US-Aufenthaltsgenehmigung erhielten.
Die wirtschaftliche Existenz der Familie sicherte Krüger durch ihr Fotoatelier. Sie wurde Mitbegründerin der Exilanten-Zeitschrift The German American. Als ein deutscher Kriegsgefangener ihnen schrieb, dass das Militär in den US-Kriegsgefangenenlagern die Nazis mit den Antifaschisten zusammensperre, wo dann die Nazis Femegerichte abhielten, also Leute ermordeten, wandte sich The German American an die amerikanischen Zeitungen und erreichte, dass sie in allen Lagern getrennt wurden. Außerdem war sie Mitglied der Bewegung Freies Deutschland in den USA.
Anfang Dezember 1946 kehrte Lore Krüger nach Deutschland zurück. Nach der Geburt ihres zweiten Kindes schloss sie aus gesundheitlichen Gründen mit der Fotografie ab.
Sie war bis in die 1980er Jahre als Literaturübersetzerin freiberuflich unter anderem für den Berliner Aufbau-Verlag und freiberufliche Dolmetscherin tätig. Sie übersetzte die Briefe aus dem Totenhaus von Ethel und Julius Rosenberg und Werke von Doris Lessing, Mark Twain, Robert Louis Stevenson, Daniel Defoe, Nathaniel Hawthorne, Joseph Conrad und Henry James ins Deutsche.
Krüger war Mitglied in der Vereinigung der Verfolgten des Naziregimes – Bund der Antifaschistinnen und Antifaschisten (VVN-BdA), im Verband der Kämpfer und Freunde der Spanischen Republik und als Mitglied des Ehrenpräsidiums der Fédération Internationale des Résistants tätig und sprach bis ins hohe Alter vor Schulklassen über die Zeit des Nationalsozialismus.
Ihre Autobiografie Mein Leben in meiner Zeit erschien erst postum und in gekürzter Fassung unter dem Titel Quer durch die Welt.

## Fotografisches Werk
Nur 150 Schwarz-Weiß-Fotografien von Lore Krüger sind erhalten, keine Negative, keine weiteren Abzüge oder Skizzen.
Lore Krüger hatte anlässlich ihres 95. Geburtstages eine Ausstellung ihrer Fotos geplant. Sie verstarb kurz zuvor. Der Kurator des Fotokunst-Ausstellungshauses C/O Berlin Foundation war bereit, das bereits erarbeitete Konzept umzusetzen: Im Januar 2015 wurden die Fotografien dort erstmals in einer eigenen Ausstellung gewürdigt. Von Juni bis August 2015 wurde die Ausstellung im Kunstmuseum Kloster Unser Lieben Frauen Magdeburg gezeigt.

„Die Vielseitigkeit ihres Werks, die Brillanz der fotografischen Experimente, aber vor allem auch der Mut und die Überzeugungskraft ihrer dokumentarischen Aufnahmen legen nahe, dass sie heute zur ersten Reihe der Fotografen gehört hätte, wäre sie bei ihrer Kunst geblieben.“

## Autobiografie
- Quer durch die Welt. Das Lebensbild einer verfolgten Jüdin. Schkeuditzer Buchverlag, Schkeuditz 2012, ISBN 978-3-935530-96-5.